# Baerl
Baerl [baːrl] is een Duits dorp in het Rijnland aan de Rijn, dat sinds 1975 bij de stad Duisburg hoort. De basisschool van Baerl is de enige protestantse basisschool in Duisburg. In Baerl is meer dan 90% van de inwoners Duits. Van de inwoners zijn vele protestants.
Stadtbezirke: Duisburg-Mitte · Duisburg-Süd · Hamborn · Homberg/Ruhrort/Baerl · Meiderich/Beeck · Rheinhausen · Walsum

Wijken: Aldenrade · Altstadt · Baerl · Beeck · Beeckerwerth · Bergheim · Bissingheim · Bruckhausen · Buchholz · Dellviertel · Duissern · Fahrn · Friemersheim · Großenbaum · Alt-Hamborn · Hochemmerich · Hochfeld · Hochheide · Homberg · Huckingen · Hüttenheim · Kaßlerfeld · Laar · Marxloh · Meiderich · Mündelheim · Neudorf · Neuenkamp · Neumühl · Obermarxloh · Overbruch · Rahm · Rheinhausen-Mitte · Röttgersbach · Ruhrort · Rumeln-Kaldenhausen · Ungelsheim · Alt-Walsum · Vierlinden · Wanheim-Angerhausen · Wanheimerort · Wedau · Wehofen